# Gia Mô
Gia Mô là một xã thuộc huyện Tân Lạc, tỉnh Hòa Bình, Việt Nam.
Xã Gia Mô có diện tích 19,96 km², dân số năm 1999 là 2891 người, mật độ dân số đạt 145 người/km².